# 船木村 (千葉県)
船木村（ふなきむら）は、千葉県海上郡存在した村。銚子市の地名として現存する。

## 地理
- 現在の銚子市の北西部に位置する。
- 村は利根川の南岸に位置している。
- 村域は台地と平地が入り組む谷戸が多い地形になっている。

## 歴史

### 村名の由来
かつて存在した船木郷に由来する。

### 沿革
- 1889年（明治22年）4月1日 - 町村制施行に伴い、高田村、芦崎村、岡野台村、船木台村、三門村、中島村、正明寺村が合併して発足。
- 1954年（昭和29年）4月1日 - 銚子市に編入され、消滅。

| 1868年 以前 | 1868年 以前 | 明治22年 4月1日 | 昭和29年 4月1日 | 現在   |
| ----------- | ----------- | --------------- | --------------- | ------ |
|             | 高田村      | 船木村          | 銚子市 に編入   | 銚子市 |
|             | 芦崎村      | 船木村          | 銚子市 に編入   | 銚子市 |
|             | 岡野台村    | 船木村          | 銚子市 に編入   | 銚子市 |
|             | 船木台村    | 船木村          | 銚子市 に編入   | 銚子市 |
|             | 三門村      | 船木村          | 銚子市 に編入   | 銚子市 |
|             | 中島村      | 船木村          | 銚子市 に編入   | 銚子市 |
|             | 正明寺村    | 船木村          | 銚子市 に編入   | 銚子市 |

## 人口
総数 [単位： 人]
| 1891年（明治24年） | 2,789 |

## 交通

### 鉄道
- 日本国有鉄道（現・東日本旅客鉄道）
  - 総武本線・成田線：村域内を通過していたが、駅は存在しなかった。